# Kadavu Province
Kadavu Province (engelska: Kadavu) är en provins i Fiji.   Den ligger i divisionen Östra divisionen, i den södra delen av landet, 100 km söder om huvudstaden Suva. Antalet invånare är 10 167. Kadavu Province ligger på ön Matava Island.